# Saint-Julien-du-Pinet
Saint-Julien-du-Pinet – miejscowość i gmina we Francji, w regionie Owernia-Rodan-Alpy, w departamencie Górna Loara.
Według danych na rok 1990 gminę zamieszkiwało 301 osób, a gęstość zaludnienia wynosiła 17 osób/km² (wśród 1310 gmin Owernii Saint-Julien-du-Pinet plasuje się na 554. miejscu pod względem liczby ludności, natomiast pod względem powierzchni na miejscu 533.).